# Limnofila
Limnofila ist eine Gattung von heterotrophen Amöben, die zu den Cercozoa gestellt wird und alleine eine eigene Ordnung Limnofilida bilden. Sie leben im Süßwasser und ernähren sich von Bakterien.

## Merkmale
Es sind kleine, heterotrophe Amöben mit sehr schmalen, verzweigten, gränulären Filopodien. Während der Nahrungsaufnahme sind sie dem Substrat angepresst, und häufig kugelig. Geißeln sind, sofern vorhanden, im Lichtmikroskop nicht sichtbar. 
Die Cristae der Mitochondrien sind flach. In den Filopodien befinden sich Bündel aus 2 bis 6 Mikrotubuli. Die Extrusomen sind komplex und konzentrisch strukturiert. Die beiden ultrastrukturell untersuchten Arten besitzen zwei Geißel-Stummel mit einer transversalen Platte an der Basis der Transitions-Region, aber kein 9+2-Axonem. Microbodys, ein Centrosom und große Körner fehlen in den Zellen. Die Mitose ist eine geschlossene Pleuromitose, wobei der Spindelapparat sich außerhalb des Zellkerns befindet.

## Systematik
Limnofila bildet mit mehreren nicht beschriebenen DNA-Umweltproben zusammen die Ordnung Limnofilida, die zusammen mit einer Klade, zu der auch Massisteria gehört, eine Klade innerhalb der Granofilosa bildet.
Zur Gattung wurden bei der Erstbeschreibung 2008 folgende Arten gestellt:
- Limnofila borokensis, die Typusart
- Limnofila mylnikovi
- Limnofila oxoniensis
- Limnofila longa

## Belege
- David Bass, Ema E.-Y.Chao, Sergey Nikolaev, Akinori Yabuki, Ken-ichiro Ishida, Cédric Berney, Ursula Pakzad, Claudia Wylezich, Thomas Cavalier-Smith: Phylogeny of Novel Naked Filose and Reticulose Cercozoa: Granofilosea cl.n. and Proteomyxidea Revised. Protist, 2008 doi:10.1016/j.protis.2008.07.002